# Desmozosteria obscura
Desmozosteria obscura är en kackerlacksart som beskrevs av M. Josephine Mackerras 1966. Desmozosteria obscura ingår i släktet Desmozosteria och familjen storkackerlackor. Inga underarter finns listade i Catalogue of Life.